# 레드바론 (TV 시리즈)
레드바론은 TMS 엔터테인먼트에서 제작한 TV 애니메이션 시리즈이다. 이 작품은 1973년 라이브 액션물 슈퍼로봇 레드바론의 리메이크 판이다. 1994년 4월 5일부터 1995년 3월 28일까지 닛폰 TV에서 총 49화로 방영되었다.
대한민국에서는 2000년에 MBC에서 방영되었다.

## 등장인물
- 쿠레나이 켄
- 고죠 쇼코 (혜리)
- 로비
- 고조 박사
- 쿠마노 이사오 (이기자)
- 유공명 (제갈량)
- 이중달 (백호)
- 카이저
- 마릴린
- 아시모프 (스핑크)
- 프로이트
- 셰도우
- 오딘과 노만
- 하시미코프
- 시그마